# T-800
T-800（正式名称：Cyberdyne Systems Model 101 Series 800 Version 2.4）は、映画『ターミネーター』をはじめとしたターミネーターシリーズに登場する架空のアンドロイドである。アーノルド・シュワルツェネッガーが主に演じた。本記事ではT-800の改良型であるT-850やT-888についても記述する。
シリーズにおけるアイコン的存在であり、登場する作品は多岐に渡る。
アメリカン・フィルム・インスティチュート（AFI）が企画した「AFIアメリカ映画100年シリーズ」の一環『アメリカ映画の名セリフベスト100』ではT-800の台詞「I'll be back」（「また戻ってくる」）、「Hasta la vista, baby」（「地獄で会おうぜ、ベイビー」）がそれぞれ37位と76位に位置している。

## 設定
『ターミネーター』（以下『T1』と表記）では2018年にスカイネットによって試作され、2026年に量産が開始された人間抹殺用のアンドロイド「サイバーダインシステムズ・モデル101シリーズ800」。
抵抗軍により生産拠点のスカイネットセントラルが破壊された『ターミネーター4』（以下『T4』と表記）の時間軸では予定が大幅に遅れて2026年に量産体制を含めて「T-800 モデル101 サイバネティック生命体」として完成することとなった。
人間としてはあまりにも大き過ぎる体格（身長約2メートル）であり、ゴムの外皮で被覆されていたT-600シリーズは至近距離では容易に識別可能であったのに対しT-800は体格をより人間に近い身長（約190センチメートル近く）に改められた。また工業的に培養した人間と同様の生体細胞（筋肉、皮膚、毛髪、血液など）で耐久性を向上させたチタン合金（特殊合金）の金属骨格を覆うことで識別は非常に困難になった。
『T2』での説明によれば動力源の寿命は約120年であり、体重は擬装用生体組織を含め180㎏。すでに旧式化しているとされているが耐久性と温度変化に優れる特殊なチタン合金製のボディは21世紀初頭の科学技術から見ればオーバーテクノロジーの産物である。
小火器では破壊はおろかダメージを与えることすら不可能であり、破壊ないしダメージを与えるためには対物ライフルやダイナマイトなどの対物用兵器を使用するか、非常に強い圧力や衝撃を与える必要がある。『ターミネーター3』（以下『T3』と表記）に登場するT-850はT-Xのプラズマ砲の直撃で吹き飛ばされても機能が一時停止しただけですぐに復帰したり、クレーン車で振り回されて車にぶつけられても逆に車を転倒させたり弾いたりする。
ケーブルがいくつも露出しているボディの胸部周辺や『T3』でケイトが銃撃した銃弾を吐き出している口腔内も頑丈に設計されていることがうかがえるが後者では「二度とするな」と警告しているように衝撃がボディの耐久度を上回った際には破損し、あまりにも長く稼働し続けた『ジェニシス』のT-800（守護者）は手の動作に支障をきたし始めていたことから場合によっては劣化が発生する。

### 擬装用生体組織
上位型のT-888は食物を摂取するシーンがあるが、T-800には飲食するシーンが存在せず、食物を消化して栄養分を吸収する機能が搭載されているのかは不明。水分や栄養分などの補給を一切必要とせず、新陳代謝を完全自力で行っている。生体組織について詳しく説明されていないため不明であるが生体組織の生理機能は人間とほぼ同じく時間の経過に伴って老化する。 また、顔や身体の筋肉がどのように動作しているかについては劇中で明確に説明されていない。しかし、作中の描写から、ボディが機能を停止すると生体組織も動かなくなることが確認されている。
ただし、人間の見た目と同様な『T4』劇中のT-800は損傷しても出血した様子が無く血液や血管などを模倣するには至っていない。
この生体組織には非常に高度な再生能力が備わっており、適切な処置を施せば切創や銃創などの小規模な破損であれば数日から数週間、完全に再生し切るまでにはある程度の時間を要するが広範囲に欠損した箇所でさえ数年で再生して傷跡が残ることすらない。著しく損傷したまま放置すれば組織が腐敗し、喪失箇所によっては擬態が成り立たなくなる事もしばしば。また機能としての「痛み」はデータとして記録蓄積するが仮に生体組織へ著しく損傷を受けても痛覚を備えていないため、本体の行動には全く支障をきたさない。
可動部品の動作音を（少なくとも人の耳に入らない程度に）抑える防音効果も兼ねているため剥落して喪失した場合にはその効果が失われてしまうが、喪失範囲によっては包帯、衣服、手袋等で隠せば防音効果の代用が可能になるが、むしろ損傷箇所が邪魔になった場合や、正体を明かす必要に迫られた場合、あるいは損傷箇所の修繕を行なう場合などには自ら切開したり剥がし取ることもある。
劇中にてジョンが発見したT-800に関するデータには生体細胞で完全に被覆するには数十日を要するらしいことが記されているが、あくまでも『潜入』『暗殺』任務を与えられた特定の機体がロボットである事を秘匿するために被せられているに過ぎないため地上戦に実戦投入される機体は全て金属骨格(エンドスケルトン)のままである。生体組織でカバーリングするには『T2』予告編で金属骨格の両脇から人型を成した金型状の機械で全身を挟み込み、機械内部で生体組織でカバーしているように専用の大型機械が必要。『ジェニシス』での冒頭シーンにて生体細胞に被覆された状態のT-800が多数収容されている保管庫が登場している。
後継機にあたるT-1000やT-X、TOK715と同様に人間には区別が非常に困難だが、犬は臭いなどからT-800を的確に区別できる。『ターミネーター2』（以下『T2』と表記）とその続編『ターミネーター:ニュー・フェイト』に登場したT-800は異なり前者は機械特有の不自然な所が少なくなっていたのか中盤では犬に吠えられず、後者は人間として暮らす間に学習を積んだためか犬に懐かれている。
ゲーム『ターミネーター：レジスタンス』では人類抵抗軍のパシフィック師団を襲撃したT-850が抵抗軍が初めて遭遇した生体組織で人間に擬態したターミネーターとされている。また抵抗軍の南師団に所属する科学者のアルヴィン・スコットが撃破に成功した先述のT-850を分析し、皮膚は顕微鏡で調べても人間のそれと見た目が同じであり毛穴や汗腺も機能しており、末端神経も人間と同じ量が存在して血液に関しては有機的な心臓が存在しないため血管自体が循環システムを構成し、血液をフィルタリングして浄化する機能も備えているという見解を示している。

### 知覚能力
視覚情報をイメージ処理する動作画面は赤色の濃淡色で作中では表現されている。同型のターミネーターモデルを識別できる他、あらゆる武器、車両等がデータベースに登録されており瞬時に認識できる。また一度聞き取った人間の肉声であれば完全に模倣する機能も搭載している。劇中にてT-800は電話の通話において相手の声を再現して本人になりすまし、情報収集や標的を誘い出す(『T1』、『T4』)、または敵側の詮索をかわすために応対するなどの目的に利用している(『T2』)。
これらの機能はボディに搭載された各種センサー類が担当する。擬態用の生体部分は単なる内部機構のカバーであるため、視覚センサーを自己修理するために眼球のカバーをT-800が自ら外すシーンが『ターミネーター』（以下『T1』と表記）で見られる。以後の作品でも生体組織が剥がれ、赤く光る視覚センサーがむき出しになるシーンがある。また中枢部を破壊されるなどして機能を停止した場合、視覚センサーの赤い光は消える。こちらのシーンも同様に以後の作品で登場する。

### 出力
油圧システムによって供給される出力は非常に強力である。大柄の成人男性を片腕で投げ飛ばす、分厚いコンクリートの壁を突き破る、総計600kg近い重さの重火器類をまとめて装備、もしくは一気に持ち上げる、頑丈な金属棒をねじ曲げるなど人間には到底できないような荒技を軽々とやってのける。『T4』では全身に溶鉱を浴びそれが凝固して身動きが取れなくなるが、出力によって関節部の凝固した金属を破砕している。一方力加減は苦手で『T2』でジョンを引き寄せた際には「乱暴だ」と言われ、ローファイヴをした際にも痛がられていたがデータによる創傷の縫合は可能であり、握手、抱擁などの人間の繊細な動作や力加減なども学習によって補えるようになる。
銃を撃つ場合にも反動を完全に抑えることができるため、片手で撃っても精度の高い射撃を行うことが可能である。
ただし走行性能はあまり高くなく、常人よりやや速い程度の速度しか出せない。

### コンピューター
課されたミッションが何であろうと、またどんな命令であろうと必ず遂行するようにプログラムされる。プログラムを書き換えることで人間側の味方にすることもできる。また特定の人物の指示に必ず従うようにすることも出来るが、状況と事情によっては例え必ず従うようにプログラミングされていた人物による指示であっても従わないことがある。『T1』に登場したT-800は終始無表情であり、およそ人間的な感情を見せることはなかったが『T2』に登場した人間側に捕獲されプログラムを書き換えられたT-800はいくらか感情らしきものを見せることがあり『T2』ではジョンに教わって笑顔を作ったりジョンと武器の調達を行った際に互いに使えそうな武器を見つけてジョンに笑顔を見せたりもしている。更に『ジェニシス』でもぎこちないながらも笑顔を見せたりしている。これについては搭載されたコンピューターの以下の特徴が要因となっている。
本来T-800のコンピューターの学習能力は高く、様々な抽象的概念までも理解できる。それは人間社会の中で実生活を送る事でより人間らしい行動を取れるよう設計されており、ジョークも理解できるようになるほどのものである。実際『ジェニシス』にてT-800がジョークを言いカイルが「ジョークが言えるのか？」と驚くシーンがあり、戦闘用アンドロイドの思考能力としては過剰性能だとも言えるが「潜入型」であるT-800に人間への擬態を完全なものとさせる能力が持たされているのは必定である。劇中ではサラの母親やジョンの声色や話し方を完璧にコピーして電話で会話する場面もあり、前者は娘のサラですら偽者と見抜けなかった。
しかし初期状態では基本的な人格は極めて未発達であるため人間と比較して表情が乏しく常識的な行動が取れず、行動は「ロボット」らしい無機質なものである。
思考様式は極めて論理的であり、視覚を含む五感によって周囲の状況を適切に判断する。敵の足場を破壊して体勢を崩したり、持ち前のパワーで鉄パイプを引きちぎって即席の武器として利用する、嘘をついて相手を油断させたり情報を聞き出そうとしたり等その判断力は極めて高い。この思考回路を支える知能回路は極めてコンパクトなモジュールに収められており、並列処理とニューラルネットワークによって高い処理能力と学習機能とを兼ね備えた電子回路である。だがこのモジュールはT-800が単体で送り出される時には自発的な思考能力を抑制するよう学習機能に制限が設けられており、基本的には「読み出しのみ」に設定されている。
すなわちT-800は「読み出しのみ」にセットされた状態の個体は感情を持たない無慈悲な戦闘マシーンであるが、学習機能への制限を取り払われた個体は人間の感情をも理解出来るようになる。ただし機械であるため感情を理解できても基本的には自身では持たないため、『T2』や『T3』で自らが破壊される事が分かっていても恐怖で躊躇する様子は見られない。この他『T1』では必要な場合のみを除いて一切言葉を発する事はなかったが、『T2』以降は人間の味方になった個体は人間に関わる事が多いため必然的に話す機会が多くなっており、状況によっては大声を張ったり敵のターミネーターに対しても決め台詞を飛ばしたりする事もある。また自らの力で自壊させることは出来ないようであり、そうすることが必要となった際は他の人間に破壊するよう頼んでいる。『T3』ではケイトを保護したT-850が「死んでしまえ！」と罵倒された際はケイトの命令に必ず従うようプログラミングされていたが「その命令には従えない。」と返している。
思考モジュールは形状的に「（銀色の）二廻り程小さな板チョコ」に良く似ており、表面には四角い突起が整列している。1作目のみ68系CPU特有のアセンブリ言語「LDA」「STA」が動作画面に表示されている。なおこの思考モジュールは稼働から長時間が経過してもボディーと比較しても経年劣化が起こりにくいようであり、『ジェニシス』に登場したT-800（守護者）はボディーの動作に問題は生じても視覚センサーなどから得た情報の処理速度は決して遅くなったりはせず、多くの車が通る車道においても車の流れを素早く判断して高速で走り抜けたりしていた。
OSはLinuxを使用しており、カーネルのバージョンは「4.1.15-1.1381_SKYN12nnmp」であることが確認できる。一方『TG』に登場する個体（後述する刺客）のOSは「SKYSOFT KERNEL 4.92.384.42」であることが再起動時の動作画面から確認できる。

### 耐久性能
耐久性は大変高く、『T1』劇中にてT-800の説明をするカイル・リースがその強度を「装甲車なみ」とサラ・コナーに語っている。小説『新ターミネーター2』ではグレネードランチャーやRPGをストライクさせれば一撃で破壊可能と言われていたが『T4』のプロトタイプが量産型より耐久性が高かった(諸説あり)とはいえ、グレネードランチャーをまともに何発も受けても無傷だったことから一撃では倒せないと思われる。爆発耐性も高く、先述の通りグレネードランチャーにも耐えることが出来る。しかし関節部分は他と比べて耐久性が低いので、『T1』でカイルリースが腰の部分に爆弾を入れたときは見事に下半身と上半身が分かれてしまっている。また首の部分は特に弱いのか、T-8XX系統のほとんどは首を切断されて破壊されている。『T2：3D』のT-800(ボブおじさん)の大学のルームメイトであるT-800(やかん頭？)、『T3』のT-850、『TSCC』のT-888(クロマティ)、『T4』のT-800(プロトタイプ)、『TG』のT-800(刺客)などと例をあげたらきりがない。対物ライフルなどの爆発系以外の対物兵器には弱く、『TG』ではT-800(刺客)がサラ・コナーとT-800(守護者)が改造して威力を上げたバレットM82A1でパワーセルや予備電池などの重要機関を貫かれて機能を停止している。また『T1』ではプレス機の圧に耐えられずに潰されているので常に圧がかかるのは苦手なようである。
耐電性も非常に高く、カイル・リースが切断された配電線を押し当ててもエンドスケルトン状態だったにもかかわらず少し痺れた程度で自力で引き剥がし、即座に追跡を再開している（『TG』）。

### その他
本来人間の殺害目的で生み出されたため、人体の構造についても詳細にプログラムされている。この事は『T2』劇中でT-1000の攻撃により負傷したサラ・コナーの切創を縫合する際に彼女との会話中で語られる。また『T4』ではマーカス・ライトの弱点が心臓であることを見抜いて攻撃している。当然ながら標的の生命反応の有無を確認するセンサーも搭載されている（『T4』、『ニューフェイト』）。
『T1』では躊躇なく人間を殺害しているが『T2』では人間を負傷させる事はあっても殺害はしていない。ジョンから人間を殺害しないよう命じられて以降、精神病院の看守やSWAT等との戦闘時には死者を出さない程度に怪我をしないように投げ飛ばしたり気絶させる程度の強さで壁に打ち付けたり、足を狙った銃撃などの加減した攻撃を行っている。またジョンからの命令を受ける以前にもバーで襲いかかってきた男の一人を放擲したり、別の男の肩にナイフを刺すなどの攻撃を加えているがいずれも急所を外して攻撃をしており、致命傷は与えていない。しかしこうした判断には融通が利かないところもあるようで、命令された直後にサラのいる病院の正面ゲートにて、警戒せずに近づいて来た警備員の脚を無警告で撃ち、その事でジョンに責められても「死にはしない」と返している。更には『T3』にて登場したT-800の改良型、T-850は負傷すらさせる事なく簡単に人間をいなしてやり過ごしたりする動作を見せている。
あらゆる火器や乗り物などの扱いにも精通し、未来世界のフェイズドプラズマライフルから現代の小火器や対物兵器まで何でも使いこなせる。また『ターミネーターシリーズ』の複数作品の劇中にて車をキー無しで動かす（いわゆるホットワイヤーによる車泥棒）様子を見せている。これは改良型のT-850も含め以降に開発されたターミネーター全てに共通している。
生体組織をまとうT-800の外見は人間と変わらぬ姿に擬態しているが、タイムマシンの関係で過去へタイムトラベルした機体は全裸であり、目立たないよう行動するには現地で自分の体格に合う衣服を確保する必要がある。そのため『T2』以降ではタイムトラベルした直後に遭遇した人間に対して体格測定（SIZE ASSESSMENT）を行い、体格一致（MATCH）した相手の服を奪っている。
閃光弾など強烈な光線を発する兵器を使用されると情報処理機能に一時的な不具合が生じる。また『T1』でカイル・リースにショットガンで近距離からボディを撃たれたり、『T2』でT-1000に投げ飛ばされた時などに見られるようにボディに大きな衝撃を受けたり小さな衝撃でも断続的に受けることで短時間ながら転倒したままの状態となる。小説『新ターミネーター2 最終戦争（上）』においてもジョンがショットガンでT-800を一時的に機能不全にした後、プラズマライフルを鹵獲して止めを刺す描写がある。5作目になる『ジェニシス』では対物ライフル”Barrett M82A1”の狙撃を胸部に受けて機能を停止し、T-1000によってシステムを復旧されてからも同対物ライフルで首を撃たれて切断に至った結果CPUのある頭部と動力源のある胴体の接続を絶たれて完全に機能を停止した。
人間側に捕獲されプログラムを書き換えられた個体でもデータベースに記録された情報についてはプログラムを書き換えられていないスカイネットの指揮下にある個体と同様の様であり、『T2』でジョンを守るべくプログラムを書き換えられて1994年に送り込まれた個体はジョンを発見した際は動作画面にデータベースに記録された情報として「NETFILE 342-589 MISSION PROFILE CONNER. JOHN」と表示されているが、『ニューフェイト』の冒頭でジョンを抹殺するべく送り込まれた個体は1998年にジョンを殺害した際に動作画面に同じ内容の情報が表示されていた。

## T-850
T-800の改良型であり、骨格の外見上はT-800と際立った違いはないもののT-800と比べボディの耐久性や知性など全体的な性能そのものが向上している。
『ターミネーター3』（以下『T3』と表記）に登場するT-850の生体組織をまとった外見は101型T-800と同一もしくはやや加齢された容貌であり、本タイプと遭遇したジョン・コナーが瞬時に1994年に現れたタイプ（T-800）と同じと認識したほどルックスが瓜二つとなっている。重量は公式設定では約900kgとT-800からは格段に増しており、『T3』の劇中では倒れたT-850が救助隊に発見されて普通の人間と思い動かそうとしたところ、その重量から持ちあがらず「やけに重い」と言われている。
動力源は腹部に内蔵された2基のパワーセル（水素電池）である。また『T3』の劇中においてT-Xのプラズマ砲により損傷したパワーセルの一つを走行中の自動車から投げ捨てた際にはセルが小さなビル程度の規模の爆発を起こしてキノコ雲が生じた。『T3』の劇中終盤ではT-Xの口腔内にもう一つのパワーセルを押し込み爆発させることでその威力が標的の破壊にも利用されている。なおパワーセルの片方を喪失しても機能上は何ら問題がなく、2本目のパワーセルを抜き取っても活動を継続できる。
T-800でも状況を随時把握、分析して戦術的判断を下す、ジョークを解するなど高い学習・思考能力を有していた。T-850では嘘をついてケイト・ブリュースターを大人しくさせるなど状況に応じた適切な判断能力があるのは勿論、更に国家規模の非常事態に際しても高度な戦略的判断を独自に下せるなど戦闘用アンドロイドには不釣合いな程の高度な思考能力を持っている。一説にはメインプロセッサのバージョンアップも行われているとされる。また心理分析装置によって人間の感情も細かく読み取れるようになっているが、男女間の恋愛感情については専門外と『T3』劇中で自ら語っている。
人体の構造に精通している点は健在であり、先述の心理分析機能と組み合わせた複合的な分析も可能となっている。T-Xに襲われた直後のジョンに怪我が無いかどうか（乱暴な方法だが）調べたり、T-Xに命を狙われたロバート・ブリュースターを助けなければ自殺すると言って銃口を頭に当てたジョンに対し心拍数などから高い確率でジョンが自殺しないことを言い当てている。この他ジョンやケイトに頼まれるまでもなく人間を誰一人として殺すことはなく、骨折しない程度に手をひねって相手をいなしたり、墓地にて大勢の警察官やスワット隊員に向かってブローニングM1919重機関銃を連射しパトカーを破壊したものの、怯ませただけで誰一人被弾させる事もなく負傷させることすらしなかった。
タイムマシンによる未来からの転送後は全裸の状態であるためT-800と同様、衣服を奪う目的で行きずりの人間の体格測定を行っている。その際目立つ形状のサングラス（星型の派手なデザイン）は1度かけてから外し、その後オーソドックスな形のものへと取り換える様子を見せた。これについては小説版にてジョンの記憶にある101型のイメージに近づくためであると説明されている。
また処理能力の向上に伴い運動性能の向上も見られ、T-800よりも格段に自然な動作を行なう等の違いが現れている。
知能に加え戦闘能力（格闘能力等）や耐久性にも非常に優れており、対人用の火器はもはや通用しない。『T3』劇中でのT-Xとの戦闘シーンからは通常の銃器や重火器での破壊は望めない様子である。ケイトに至近距離から撃たれた際には弾丸を口にくわえて受け止めて吐き出すといったシーンもあり、口腔内も頑丈であることがわかる。しかし同映画にてT-Xにダメージを与えようと高圧ケーブルを使って感電させる攻撃を試みているが自らも電流によりダメージを受けている（T-Xは内蔵された保護装置により大きなダメージはなかった）。また頭部を踏みつけるT-Xの攻撃によって頚部が破損し、胴体から頭部を分断される損傷を受けた（後に自力で頭をはめ直して修復している）。コミック版によるとT-Xは腕力・知能・耐久性の全てにおいてT-850を上回っており、強いて勝っているとすれば経験だとの記述通りT-1000、T-X共にT-800シリーズより高性能ではあったがT-850は状況に応じた柔軟な戦闘を行い、待ち伏せによる不意打ちや敵の行動を予測して先回りする計画性、鹵獲した武器や車両及び爆発物などを用いた時間稼ぎ、堅牢な初期設定保護、バックアップとリブートによる行動の継続機能によって各上位シリーズを破壊。課された任務を2回共に遂行している。
なお『T3』に登場したT-850は未来世界においてジョンを殺害している。T-850は「ジョン･コナーは少年時代の出来事から101型（T-800）に特別な思い入れがあり、抹殺には私が選ばれた。」と語っている。その後ジョンの妻で抵抗軍の副司令官ケイト・コナー（2032年時点の姓で『T3』劇中の2004年時点では終始ブリュースター姓）に捕獲され、リプログラムを施されさらに「ケイトの命令に従う」、「ジョンとケイトをT-Xや『審判の日』から生き延びさせる」という命令を与えられて2004年のロサンゼルスへと転送された。その事もあってか終盤にてT-Xの襲撃を食い止める最中にジョンから自らを守り通してくれた事に対する礼を言われた際は「また会おう。」と返している。

## T-888
T-8XX系列の改良型であり、現代世界では驚異的な性能を誇る。テレビドラマ『ターミネーター:サラ・コナー クロニクルズ』において未来世界から現代世界へ複数機が送り込まれており、ジョン・コナーの抹殺をはじめ、それぞれに任務が与えられている。作中では、「メタル」と呼称される事がある。金属骨格はコルタンで形成されており、耐熱性がT-8XX系列中で最も高い。そのため、処分するにはかなりの高温で焼却する必要がある。しかし、チタン合金より耐久性が劣るので、抵抗軍の兵器対策(主にT-800を簡単に破壊できるプラズマライフルなど)として、耐久性を上げるより耐熱性を上げた方が効果的だったと予想される。車に挟んだだけで腕が捥げる、クロマティ(T-888)が同型のT-888のボディを立ったまま簡単に金属の棒で貫通させたことからも耐久性が無いことを感じられる(新型のT-1000でも旧型のT-800が床に倒れていないとボディを貫通させられない)。エンドスケルトン状態での外観は、T-800やT-850に酷似している。
基本的な性能はT-800やT-850とほぼ変わりないが、2種と異なるところは人間同様に飲食物の摂取が可能である点と、休眠機能（休眠中は生体組織が老化しない）を持つ点である。
T-1000やT-X等と同様に俊敏に走行できる。高電圧などにより機能停止した場合でも約120秒後に再起動が可能である(旧型のT-800は電気で停止しないのでこれは高電圧による機械の破壊を防ぐ保護機能だと考えられる）。また、首と胴体が分離した状態でも胴体部分を遠隔操作できる。エンドスケルトンの耐久性が他のT-8XX系列に劣るためか対物ライフルの攻撃で頭部がはじけ飛んだ個体もいた。
T-800やT-850よりも潜入能力が高く、人間社会へ容易に溶け込んでおり、一緒に生活していても普通の人間は全く気付かないほどである（ただし、表情などの面の不自然さが残っていることもある）。
T-800と同様に、頭部にはコンパクトな思考モジュールが内蔵されている（T-800の思考モジュールとは若干形状が異なる）。テレビドラマ後半では、この思考モジュールへ更に改良が加えられ、取り出されて空気に触れた際に自然発火するように改造されていた（人間に再プログラムされることを防ぐため）。
機動性は他のT-8XX系列をはるかに上回っているが、耐熱性はあっても耐久性が無いので総合的にはT-800よりも戦闘能力が低い。その為か、過去に送られているT-888は暗殺などの戦闘よりも、人間社会に潜伏して未来の戦争に備えるという任務をもつ個体の方が多い。

## 作中における行動

### 『ターミネーター』
2029年、人類と機械との戦争の最中、機械側の中枢コンピューター『スカイネット』が、人類側のリーダー、ジョン・コナーを歴史から抹消させるため、彼の母親となるサラ・コナーの暗殺を命じられて1984年のロサンゼルスに送り込まれる（以降、本項目ではT-800はターミネーターと表記）。
目的地に送り込まれると、早速目的遂行のため、行動を開始。道中で絡んできた不良を暴行・殺害し、服と靴を奪う。さらに停まっていた車を盗み、市内の銃器店で店主を殺害して店内の銃を強奪し、サラ・コナーの殺害へと向かう。審判の日で記録が焼けており、スカイネットのデーターベースにはサラの名前と居住地のデータしか無かっため、電話帳の順番に同姓同名の女性を殺害していく。やがてサラの自宅にて、友人のジンジャーとマットの二人を殺害した際、サラ自身からの電話で彼女がテクノワールというクラブにいることを知り、サラの顔写真の載っている身分証明証と手帳も入手。
遂に本物のサラ・コナーを探し当てて殺害しようとするが、サラの暗殺を阻止するべく、抵抗軍が送り込んだ戦士、カイル・リースによって寸前のところで阻まれてしまい、取り逃がす。
その後は、カイルとの戦いで損傷した箇所を自ら修理しつつ、サラ殺害のため、二人が勾留された警察署へと単身乗り込み、警官達を殺害しながらサラとカイルに迫るが、またしても取り逃がしてしまう。そこで入手した手帳からサラの母親の住所を突き止め、母親を殺害すると母親の声真似をしてサラの潜伏先を聞き出す。そうして二人の潜伏するモーテルに奇襲を仕掛けるが、カイルが先にターミネーターの来襲に気づき、二人は逃走。ターミネーターもすぐにその後を追う。カーチェイスをしながら、カイルから手製爆弾を投擲されるも難なく交わしつつ銃撃を繰り出していき、やがてカイルに命中させることに成功し、二人の車に接近するものの、サラの咄嗟の判断によって自身の乗るバイクを転倒させられ、さらには偶然背後から走行してきた巨大なタンクローリーに曳かれてしまった影響で左足を負傷させられてしまうも、そのタンクローリーの運転手を殺害した後、それに乗り換え、サラを轢き殺そうと試みるがカイルの仕掛けた手製の爆弾をタンクローリーに投げ込まれて自ら諸とも車両は破壊炎上させられてしまう。車両から火だるまになりながら降りて倒れ込み、焼き尽くされたかに思われたが燃えたのは表面の皮膚細胞だけであり金属骨格は無事だった。
その金属骨格を露にしたターミネーターが迫り来る中、そのまま二人は近くの工場へと入り込む。必死の抵抗をするカイルに瀕死の重傷を負わせ、なおもサラを追い詰めるがカイルの最期の抵抗で下半身と左手を爆破されて失ってしまう。それでも尚しぶとく残った右手と左手を失った腕を使って這いずり寄り、足を負傷したサラに追いすがるもそのままプレス機の下まで誘導されサラがプレス機を起動したことで粉々に圧砕され、遂に機能を停止して完全に破壊された。
この後サラはカイルとの子としてジョンを身ごもったため結果として任務は失敗に終わる。
一方でボディの残骸（破損したブレインチップ及び、無傷の右腕）はサイバーダイン社により回収された。
これにより歴史が書き換えられ、スカイネットの開発及び審判の日が数年早まることとなる。

### 『ターミネーター2』
ターミネーターとサラ達との死闘から10年。
『T1』では2029年において最新鋭の機体であったが、前作の出来事がきっかけで歴史が改変され、開発が数年早まったために今作の2029年の戦場においては通常戦力として多数投入されている。
スカイネット側が今度は少年期のジョンを殺害するために新型ターミネーターT-1000を送り込んだのを受け、抵抗軍からもジョンを守るために鹵獲され、再プログラミングを受けたT-800が送り込まれ、死闘を繰り広げる事となる。
ジョンの保護の命を受けてロサンゼルスに送り込まれ、近くのバイカーバーから衣服とショットガン(ウィンチェスターM1887)、移動手段のバイクを手に入れ、行動を開始。捜索途中でジョンを発見する。ほぼ同時にジョンを発見・殺害しようと行動したT-1000との一戦を交え、放擲された事で一時的に動けなくなるも、すぐに回復、再び立ち上がると、バイクで逃走するジョンと、それを巨大なトラックで追跡するT-1000を発見、巧みなバイクさばきとショットガンを駆使してT-1000の乗るトラックを大破させ、どうにか保護する。当初は、そのまま安全圏まで逃げようと行動するが、ジョンに母のサラの救出を打診される。T-1000の襲来を危惧して当初は拒否をしていたが、ジョンとの押し問答の途中で不良に絡まれたジョンを助けたことを切っ掛けに最終的にジョンの頼みを聞き入れ、サラ救出に向かう。その直前に先のいざこざの際、不良を殺害しようとする素振りを見せたためにジョンからはどんな事があっても人間を殺さないように命令を受ける。
サラを発見するもかつて自分を殺害しようとした個体と全く同じ外見をしていたため、恐れられ逃げられてしまうが、その際にサラを押さえ付ける病院の職員を殺さない程度に加減した格闘戦でいなして撃退。「死にたくないならついて来い。」（原語では「生きたければ一緒に来い」）と告げてへたり込むサラを起こした直後に再びT-1000に襲撃され、その際にサラが負傷するも再び振り切る事に成功し事なきを得る。
自らの修理の際、かつての経験によりT-800を信じきっていなかったサラにチップを破壊されそうになるもののジョンの必死の説得により事なきを得る。その後サラのケガの治療を終え、車での移動の過程でスカイネットが出来上がった経緯をサラに説明。サラの友人のエンリケの元で暫く過ごし、ジョンと交流を深めるT-800の姿を見てサラも次第にT-800に対する見方を改めて理解するようになる。その後夢で審判の日を見たサラがスカイネットの基礎を作ったサイバーダイン社の社員マイルズ・ダイソン殺害に向かった事が分かると、サラを止めるべくジョンと共にダイソンの自宅に向かいサラを止める。そして自らの腕の皮を剥がして金属骨格になった腕を見せて正体を明かす。ダイソンにこれまでの経緯を説明するとダイソンは最初に送り込まれたT-800の腕やチップ、マイクロプロセッサ等の破壊の協力を申し出る。警察隊に包囲されるという苦難もあったもののダイソンの犠牲とT-800の活躍により一切のデータや記録は破壊されて焼き尽くされたが、直後にT-1000の襲撃を受けカーチェイスを展開。T-800の捨て身の攻撃によりT-1000の乗る液体窒素を積載したタンクローリーを横転させ、そのまま製鉄所へ突っ込ませる。
T-800が大量の液体窒素を浴びて凍り付いたT-1000を木端微塵にするも溶けた鉄の熱により融解・再生されてしまい追跡が再開。T-1000は機能異常を起こしていたものの軟体を駆使した攻撃にT-800は苦戦する。戦闘により左腕を失い、胴体を突かれたことで動力源を破損されて機能停止に追いやられるが後に補助パワーにより復活。サラとの共闘でT-1000にダメージを与え、グレネードランチャーで体を吹き飛ばして溶鉱炉に突き落とす。それによりT-1000は消滅し、遂に破壊に成功する。その後は（1984年に現れた個体の）T-800の腕とチップを溶鉱炉に落として破壊する。しかし自らの存在がスカイネットの発生に繋がることを憂慮し、泣いて止めるジョンの命令をこの時だけは聞かずにサラに自らを溶鉱炉に沈めるよう頼んだ。この瞬間T-800は初めて人間の感情と生命の尊厳を理解する。自分の死を泣いて悲しんでくれるジョンに抱擁を、サラから自らとジョンを守り通してくれた事に対する感謝の握手を交わすと鎖に掴まってそのまま溶鉱炉に沈み込み、右手のサムズアップと共に消滅した。

### 『ターミネーター3』
これまでのT-800ではなく、改良型のT-850が登場する。
T-1000との死闘から更に月日は流れ、ジョンの味方となる人類側の未来の戦士の抹殺の命を受けて新たに2032年から送り込まれた対ターミネーター用のターミネーターT-Xと、ジョンとその妻になるケイト・ブリュースターを保護し、審判の日を確実に生存させる命を受けたターミネーターが未来の存亡をかけた死闘を繰り広げていく。
T-Xが送り込まれたほぼ同じ時間に送り込まれたターミネーターは、近くのストリップバーに乗り込み、そこでストリッパーの男性から服を奪い、車と武器の調達などの準備を整えながら、ジョンとケイトのもとへ向かう。
T-Xに襲撃され、絶体絶命のピンチになっていたケイトを間一髪で救出した直後にT-Xとの最初の戦闘になるが、T-Xの放つ強力なプラズマ砲をまともに受けて機能が一時停止してしまう。現場に駆けつけたレスキュー隊の目前で再起動、奪ったバイクで二人とT-Xを追跡する。T-Xに遠隔操作されている車の妨害を切り抜け、T-Xの乗る巨大なクレーン車を策を用いて横転させる事に成功、ようやくT-Xの追跡を振り切った。
車中にてジョンに対し、審判の日は先伸ばしになっただけでもはや回避不可能である事を明かし、先程のT-Xとの戦いで2本あるパワーセルのうちの破損した1本を捨てながら（この時、捨てた直後にかなりの規模の爆発を起こしている）、T-Xが自分よりも耐久力、知性、力すべてを上回っており、遥かに優秀な殺人マシーンである事、自分は旧式のモデルであり、破壊は不可能だろうとも告げつつ、そのままサラ・コナーが眠るグリーン・ローン墓地へと向かっていく。そこで、サラの棺の中に納められた大量の武器を見せ、サラが来るべき時に備えていた事も明かした。
そこへ、自動車のナンバーを通報されたことで駆け付けた警察官に囲まれ、ケイトはその場から逃げ出してしまう。だが、T-850はその厳戒態勢を物ともせず、威嚇射撃で死者はおろか、負傷者すら一人も出すことなく、霊柩車を奪って乗り込むと、婚約者に変身していたT-Xに殺されかけていたケイトを間一髪で救出。T-Xを対戦車榴弾で吹き飛ばす。さらに追いすがるT-Xを、通りすがりのセミトレーラーに衝突させ、追跡を回避する。
逃走先のキャンプ場にてT-Xの暗殺対象者にケイトの父ロバートが含まれている事、ロバートが後にスカイネットに発展する自動軍事システムの開発を担っている事を明かす。
すぐさま彼を助け、尚且つ今度こそスカイネットを止めに行こうと言うジョンに対しT-850は全く動こうとはしない。しかしケイトがロバートの救出をT-850に懇願するとあっさりと態度を変えてロバートの下へ向かう事を決定した。実は彼を派遣したのはジョンではなく未来でジョンの妻となっているケイトである事が発覚し、更にジョンの暗殺命令をスカイネットから受けて自分がジョンを殺した事も告げた。
ジョン抹殺の経緯を話しながら、ロバートのいるCRSへ到着したが、時既に遅くスカイネットは起動しており、さらにT-Xによってプログラムを書き換えられたT-1やハンターキラーらの試作機が起動させられ、これらの攻撃によって施設内は壊滅状態となっていた。さらに、ロバートもT-Xによって致命傷を負わされ、二人にクリスタル・ピークへ向かう手筈を教えると息絶えてしまう。悲しみにくれるケイトを立ち上がらせて飛行場へ向かう。
道中、T-Xに三度遭遇。T-850は二人を逃がし、激しい肉弾戦を展開するが、性能の差はあまりに大きく、遂に破壊され、更にプログラムを書き換えられ二人の抹殺を命じられてしまう。危うくジョンを抹殺しかけるも、ジョンの必死の呼び掛けと、元々あったジョンとケイト保護の命令がT-Xからの命令に反発。システム内で衝突した影響で、一時的に機能停止に陥ってしまう。
その後クリスタル・ピークの核シェルター前で二人に迫るT-Xをヘリで押し潰した上、吹き飛ばして救出。閉じ掛けた巨大な防護扉の動きを食い止めて二人を中へ誘導する途中、ヘリに押し潰され金属骨格だけになった上に下半身を失ったT-Xが追い縋ろうとしていた。T-850がT-Xを食い止めている隙に内部へ逃げ込むジョン。
別れ際に礼を言うジョンに対し「また会おう。」と意味深な言葉を告げた後ジョンの足にT-Xが掴み掛かるもそれを引き離すと、自らから逃れようと激しい咆哮を上げながら暴れるT-Xを必死で抑え込んで自らの胸部から最後の水素電池を取り出し、尚ももがくT-Xの口内に突っ込み「お前を抹殺する。」と言う言葉と共に両者諸とも爆発によって破壊された。
なおそれでも頭部のみの状態でしばらく機能していたが、動力を全て失ったことから機能停止した。

### 『ターミネーター4』
『T4』に唯一登場するT-800であり、既に骨格が生体組織で覆われている。また今作のT-800はプロトタイプである。人間的な動きのデータを得ることを目的としたマーカスの動作をプログラムされており、T-600などの旧式のモデルと比べて非常に人間的であり暴走するT-600を素手で破壊するほどの性能をもつ。
また変声装置を使って標的をおびき寄せる等の知能を持ち、2018年では最新鋭の高性能ターミネーターである。
スカイネットセントラルの独房にて、上記の通り生体細胞で覆われた個体が登場する。外見はそれまでの過去作に登場した個体の(シュワルツェネッガーの)それとほぼ同じだが、試作型であるためか表情が乏しく、ロボットとしての一面が強く出ており、(この状態では)言葉も発してはいない。
スカイネットセントラルに潜入し、囚われた人々を救出しながらカイル・リースを探していたジョン・コナーの前に現れる。
奮戦するジョンだったがT-800は持ち前の圧倒的なパワーを駆使してジョンを苦戦させる。
カイルを保護しながら戦うジョンにグレネードランチャーで生体細胞を焼き落とされるものの、特に問題なく行動し窮地に追い込むがマーカス・ライトに妨害される。カイルを安全な所へ逃がした後、ジョンとマーカスとの共闘による2対1の不利な状況に持ち込まれるが終始優勢を保ちマーカスの弱点が心臓である事を見抜き、心臓への強力な打撃でマーカスを戦闘不能に追い込む。
再びジョンと一対一の戦いに持ち込むが隙を付いて自らの背後にあった溶鉱の貯まったタンクを破壊されて溶鉱を浴びせられ、さらに液体窒素を浴びたことで溶鉱を固められて一時的に動きを止められてしまう。
だが関節部分に固まった溶鉱を破壊して自由になり、マーカスを蘇生させようとしたジョンを背後から鉄骨で刺し貫き瀕死に追い込むも直後に蘇生したマーカスにジョンを貫いた鉄骨を逆に利用され首を引き千切られて破壊された。
ラストで開発の拠点であったスカイネットセントラルが破壊された為、これにより本格的な完成および投入は2026年まで遅れることとなった。

### 『ターミネーター: 新起動/ジェニシス』
何者かにサラを守るように再プログラムされた個体（日本語版表記：守護者、英字表記：Guardian）と、『T1』同様にサラへの刺客として差し向けられた個体の2体が登場する。両者共に活動開始時は青年姿の生体組織で覆われていたが、守護者は経年に伴い組織も老化し、1984年時点で中年、2017年時点で老年の容姿になっている。また、物語冒頭の未来世界ではロサンゼルスの機械軍の収容所をジョン率いる人類抵抗軍の部隊が襲撃するのに際して、抵抗軍が鹵獲した運搬車両の操縦役である、ケーブルで繋がったコントローラーでカイルが操作しているエンドスケルトンの個体と、車両の検問を担当する複数のエンドスケルトンの個体が複数登場した。車両の一つが検問でスキャンされた際、カイルの操作している個体が、T-800のCPUであるブレインチップが収められている頭部が作動していない（NON FUNCTIONAL）と検問を担当する個体に判定されたことで敵と見なされ、プラズマライフルを斉射され破壊されたが、この攻撃に対してカイルも車両に仕掛けた指向性爆薬を爆破して、爆風に飛ばされた個体はレーザーグリッドの高温のレーザーに接触してバラバラに切断された。そしてこれによって抵抗軍と機械軍との間で戦闘が起こるが、抵抗軍のコロラド部隊がスカイネットの中枢を破壊したとの報が無線で届くと同時にその場で稼働状態であった全てのT-800はハンターキラー共々機能停止して動かなくなった。
守護者
1973年にT-1000の襲撃で両親を失った当時9歳のサラを保護し、彼女に未来の出来事を教えて戦闘訓練を積ませた。その傍ら当時入手可能な資材に未来の技術を用い、タイムマシンを建造している。サラからは父親同様の存在として「おじさん」と呼ばれている。
1984年になって、サラの刺客として現れたT-800と交戦、やや押され気味ではあったがサラの対物ライフルによる狙撃の手助けを受けて機能停止させることに成功、その後はサラの保護のために送り込まれたカイルがT-1000に命を狙われていた所を保護する。カイルからは警戒されながらも、サラのとりなしにより一応の信頼を得た。当初はサラと共に1997年へタイムトラベルしてスカイネットをサイバーダイン社ごと破壊する予定だったが、カイルから彼のタイムトラベル時に起こった出来事を聞き、懐疑的になるサラを諭して行き先を2017年に変更する。自身はT-1000を破壊する際の戦闘で生体組織に負った大ダメージがタイムトラベルに影響するため、同行を断念してカイルとサラを送り出す。2017年に合流するまでの期間は物資や情報を調達する傍ら建設作業員としてサイバーダイン社の本社ビルの設計にも携わり、いずれ訪れる決戦に備えていた。33年に及ぶ人間社会への潜伏期間中の学習の結果、依然として自然な表情を作るのは苦手なものの、ジョークを言うなど人間らしい一面を見せるようになっているが、長い間活動し続けた結果、動作に支障が出るなど外見だけでなく内部構造の劣化も進んでいる。
T-3000からの襲撃からサラとカイルを守りつつスカイネットとしての誕生の準備が着々と進むジェニシスがあるサイバーダイン社へと向かう。そこでT-3000と激しい肉弾戦を繰り広げ、片腕をもがれるなど苦戦を強いられるものの最後はサラとカイルの手助けを受けて未完成の時間転送装置に自ら諸共T-3000を叩き込み、カイルにサラを託した上で装置を作動させる。途中で装置から弾き飛ばされ液体金属の中に没したがT-3000の破壊には成功した。その後は液体金属を取り込み、破損箇所と生体組織を代替する形で復活を遂げた（よく見ると液体金属の中に沈む中で頭部の視覚センサーの赤い光が消えておりコンピューターにおける一時的なシャットダウンと再起動を行った模様）。
なお、守護者をサラのもとに送り込んだ人物の素性は守護者曰く「関連するファイルが消去されている」とのことで不明である。これについてサラは「転送者が身元を明かすはずがないわ。スカイネットに突き止められたらターミネーターを送りこまれるから」との見解をカイルに語り、守護者も「サラの無事を願う誰かだろう」と推測している。T-3000によれば「削除された時間軸の遺物」とされている。
刺客
1984年に到着直後、遭遇した不良たちから衣服を奪おうとするが、出現を予期していた守護者とサラに待ち伏せされ、サラの対物ライフルによる狙撃で胴体を貫通され、CPUのブレインチップへの電力供給に支障をきたして機能を停止させられる。その後、サラのアジトへ持ち込まれたところに追跡してきたT-1000によってシステムを復旧され、カイルに襲いかかる。グレネードランチャーからの直撃弾によって皮膚を焼かれて骨格だけになりながらも襲いかかるが対物ライフルによって頭部と胴体を切り離され、完全に機能を停止する。残骸は技術秘匿のためにT-1000同様に酸で溶かされ事前に摘出されていたチップは2017年へ向かうためのタイムマシンの起動に用いられた。

### 『ターミネーター ニュー・フェイト』
T-1000とは別にジョン抹殺のため過去に送られた個体。 1998年にグアテマラにてコナー親子を襲撃した際に抵抗したサラの反撃により右頬を裂かれており、生体組織が自然治癒した後も傷跡が残っている。
ジョンを射殺し目的を達成したものの、1994年のサイバーダイン社爆破によってスカイネットが消滅、「審判の日」も回避されたことで元いた未来がなくなってしまい、存在理由を見失ったまま過去の時代に取り残される（本人はスカイネットが消えたことで自由になれたと語っている）。途方に暮れていた中、夫に殺されかけた女性アリシアとその息子マテオに出会い、自らの意思で2人を助ける。その後は「2人を家族として守る」ことを新たな存在理由として確立する。人間と偽って彼女らと一緒に暮らすことで愛情に似た概念を学習し、かつてジョンを守った個体が人の命の尊さを学んだように、彼もまた人間について学習を積んだ。さらにマテオを親として育てる過程で「サラから最愛の息子ジョンを奪った」事実の重さを理解し、後悔の念を抱くようになる。
その中で、時空移動の際に生じる時空間の歪みを察知し、新たなターミネーターの出現時間とタイムスリップの座標を「ジョンのために」の文面と共に匿名のメールでサラに送り続け、生きる目的を与えていた。アリシアとマテオには、自身がターミネーターであることは伝えていない。2人に対して抱く認識が人間の持つ愛情と異なり、むしろそれが自分にとって利点であると考えていたが、2人との別れの際、そうではなかったと再認識する。
2020年時点ではテキサス州ラレドの森林に家を構え、カーテン屋の主人「カール（Carl）」として生活している。生体組織は老化が進んでおり、髭を生やしている。歴代のT-800シリーズが人間社会に潜伏する際に着用するサングラスは外したままで、Rev-9との決戦に出向く際も着用を逡巡したが、過去と決別するようにそのまま自宅に置いていった。長年の生活によるものか客人にレモンジュースを振舞ったり家族と柔軟な会話を行える他、本来警戒されるはずの犬に懐かれているなど傍目には機械らしさは見せないが、「スカイネットのようなAIの暴走がなくともいずれ文明社会は崩壊する」と冷静に分析しており、家族を守るために多種多様な銃火器を自宅に保管している。
サラからは「息子を奪った憎き仇」として強い憎悪と殺意を向けられており、「全てが終わったらこの手であなたを殺す」と告げられている。
終盤に対峙したRev-9に『指導者の抹殺』と言う同じ目的のために作られたマシーンである事を指摘され共闘を呼びかけられるも自分の居た未来は既に消滅したと一蹴、
その後激しい死闘により大ダメージを受けて機能を停止するがダニーが絶体絶命の危機に瀕した際「死んでもカールと呼ぶものか。」と言い切っていたサラがその名を叫んだ瞬間それに応えるように再起動して間一髪ダニーを救い、『ジョンのために』と言い残し自身を犠牲にしつつRev-9を抹殺する。

### 『ターミネーター:サラ・コナー クロニクルズ』
これまでのT-800ではなく、改良型のT-888が登場する。
現代世界へ多数送られ、それぞれに任務が与えられている（その中でジョン・コナーの抹殺が最優先とされている）。
クロマティ / ケスター
スカイネットが送り込んだ最初のT-888。初めはクロマティと名乗り、教師として学校に現れジョンを襲うも、キャメロンに阻まれる。その後、サラ達と共に1999年から2007年にタイムスリップする。その際のサラの攻撃で爆発四散し生体細胞も全て失ってしまうが、分離した頭部が再起動し自動修復機能でボディを操作して自らの頭部にまで引き寄せて合成する。その後、コートやフードなどで金属骨格だけになった全身を隠しつつ、研究者や医師を利用して生体細胞の再構築と美容整形手術により顔を変え、俳優ラズロになりすましFBI捜査官ケスターと名乗り、しつこくサラ達を追い続ける。セカンド・シーズンの中盤でデレク、キャメロンらの手により破壊され、一度は地中に埋められたが、後で密かにエリソンが掘り起こしキャサリンに引き渡してしまう。受け取ったキャサリンはゼイラ社で同社技術者に命じT-888のボディを修理し、その修復された本体に、コンピュータの意識「ジョン・ヘンリー」を搭載し、以降自らをジョン・ヘンリーと名乗る。

## 使用銃器
T-800（『T1』）
- フランキ・スパス12
- AMTハードボーラー
- UZI (SMG)
- イサカM37
- AR-18
- S&W M15

T-800（『T2』）
- コルト・コンバットエリート
- ウィンチェスターM1887
- M134
- M79 グレネードランチャー
- ホーク MM-1
- RPG-7

T-850（『T3』）
- レミントンM870
- ブローニングM1919重機関銃
- 69式ロケットランチャー
- H&K UMP
- セージ L6
- H&K G36K
- GAU-19

守護者（『ジェニシス』）
- レミントンM1100
- ベネリM3
- ベネリM4

カール（『ニューフェイト』）
- サーブ スーパーショーティ
- ベレッタ ARX160
- M249軽機関銃
- ダネルMGL

## 俳優
T-800
- アーノルド・シュワルツェネッガー（『T1』、『T2』、『ジェニシス』『ニューフェイト』）
- フランコ・コロンボ（『T1』※カイルの回想）
- ローランド・キッキンガー（『T4』※頭は『T1』当時のシュワルツェネッガーのものにCG合成で差し替え）
- ブレット・アザー（『ジェニシス』※刺客と、青年期の守護者を担当。顔は『T1』のシュワルツェネッガーのものにCG合成で差し替え｡『ニューフェイト』青年時代のシュワルツェネッガーを担当｡）
- アーロン・ウィリアムソン(『ジェニシス』※カイルの回想）

T-850
- アーノルド・シュワルツェネッガー（『T3』）

T-888

- オウェイン・イオマン（『TSCC』）
- ギャレット・ディラハント（『TSCC』）

## 外見モデル
2名登場しており、どちらもアーノルド・シュワルツェネッガーが演じたT-800と同じ顔立ちをしていることが描かれている。
ディーター・フォン・ロスバック
小説『新ターミネーター2』に登場。元セクター（対テロ殲滅部隊）の工作員。
ウィリアム・キャンディ軍曹
『ターミネーター3』の未公開シーン及びノベライズ版、スピンオフ作品『Terminator: The Beginning　Skynet Soldier』に登場。CRSの研究スタッフメンバーの1人。シュワルツェネッガーが演じている。『Terminator: The Beginning　Skynet Soldier』では、Skynet Research社の広報ビデオに出演、新型ロボット開発の身体データ測定の提供などに携わっている。

## その他
- 小説『新ターミネーター2』では、知識があればパワーセル及びマイクロプロセッサを除いて現在の技術でも量産することが可能とされ、作中では現代に送り込まれたI-950型が数体のT-800を製作し、コナー親子の殺害のため送り込んだ。
- 『ターミネーター3』の未公開シーンおよび小説版での描写と、『ターミネーター:サラ・コナー クロニクルズ』に登場するTOK715の例を見る限り、ターミネーターの人間に擬態した外観や声はスカイネットの単独開発ではなく、「本物の人間」をモデルとしている、すなわち「人間との合作」である模様。『T4』では冒頭に「本物の人間」を研究していたとみられる施設が登場している。
- T-800の頭部モデルは、『ターミネーター』製作当時におけるシュワルツェネッガー自身の頭部形状に基づいて製作されており、SFX担当のスタン・ウィンストンによれば「シュワルツェネッガーの頭蓋骨とそっくり入れ替えてもおかしく見えないほど、基本的な形状やサイズは忠実」となっている。歯列も同様に当時のシュワルツェネッガーから取られた歯型が元となっているため、現在の矯正された彼の歯列とは異なる。
- 2015年2月に、Linuxカーネルのバージョンアップに伴い次のバージョン番号をどうするか投票が行われ、次期バージョンを「4.0」とすることが決まったが、この際にT-800がLinux 4.1ベースのカーネルを使用しているという設定を踏まえ、Linux創始者のリーナス・トーバルズが「T-800が使っているLinuxを見たいという人達がいる」ことを（ジョークとして）理由の一つにあげた[40]。
- 格闘ゲーム『モータルコンバット11』ではダウンロードコンテンツのキャラクターとして登場している。容姿は『ジェニシス』に登場したものに似ている[41]。担当声優はクリス・コックス[42]。
- FPSゲーム『コール オブ デューティシリーズ』において、コラボバンドルに収録されるキャラクターとして『ヴァンガード』では『T2』に登場したものが[43]、『ブラックオプス6』では『T1』に登場したものが[44]それぞれ登場する。